# مدال شجاعت (دوران پهلوی)
مدال شجاعت (انگلیسی: Medal of Bravery) یکی از نشان‌های افتخار در ایران است.
مدال شجاعت طبق آیین‌نامه به پاس خدمات و همکاری‌های قابل توجه به غیرارتشیان و تفنگچیانی اعطاء می‌گردید که مقامات صلاحیت دار ارتش شاهنشاهی ایران اهمیت خدمات و همکاری‌های آنان را تأیید می‌نمودند.

## طراحی و ساخت

### درجه یک
این مدال به رؤسای محلی و سرتفنگچیانی اعطاء می‌گردید که تحت امر یا در معیّت قوای انتظامی، ابراز رشادت و فعالیت نموده یا اینکه در اثر اتخاذ تدابیر، موفق به قلع و قمع و سرکوبی اشرار شده بودند.
روی این مدال ستاره ای پنج پر از جنس نقره: وسط: نقش طلایی شیر و خورشید بر روی زمینه مینادار قرمزرنگ درون قابی دایره ای شکل نقره ای؛ اطراف: پنج پر مثلثی شکل ستاره آمده‌است.
روبان این مدال از نواری با یک خط عمودی زردرنگ پهن در وسط و دو خط عمودی سفیدرنگ و دو خط عمودی زردرنگ باریک در طرفین تشکیل شده‌است.

### درجه دو
این مدال به رؤسای محلی و سرتفنگچیانی اعطاء می‌گردید که در اثر اتخاذ تدابیر، موفق به قلع و قمع و سرکوبی اشرار شده بودند.
روی این مدال ستاره ای شکل شش پر از جنس نقره: وسط: نقش طلایی شیر و خورشید بر روی زمینه مینادار قرمزرنگ درون قابلی دایره ای شکل طلایی؛ اطراف: شش پر مثلثی شکل ستاره در حالی که هر پره از دو قسمت مساوی طلایی و نارنجی تشکیل شده، آمده‌است.
روبان این مدال از نواری زردرنگ تشکیل شده‌است.